# Candy Stripe 〜みならい天使〜
『Candy Stripe 〜みならい天使〜』（キャンディストライプ みならいてんし）は、2001年10月25日にセガから発売された、ドリームキャスト用恋愛アドベンチャーゲームである。キャラクターデザインは佐藤淳。

## 登場キャラクター
森崎綾乃
声：長崎みなみ
園田栄美子
声：和田カヨ
梶山潤
声：清水香里
大河原由紀
声：山本麻里安
織下郁美
声：草柳順子
鵜飼希
声：永見はるか
和佐田尋子
声：かわしまりの

## 関連書籍
- 『キャンディストライプ 〜みならい天使〜 オールキャラクターガイド』、角川書店、ISBN 9784047070684、※絶版
- 『キャンディストライプ 〜みならい天使外伝〜』、メディアワークス、ISBN 9784840217255、※絶版

| スタブアイコン | サブスタブ | この項目は、まだ閲覧者の調べものの参照としては役立たない、コンピュータゲームに関連した書きかけの項目です。この項目を加筆・訂正などしてくださる協力者を求めています（P:コンピュータゲーム/PJ:コンピュータゲーム）。 |